# John Perry (scientifique)
Pour les articles homonymes, voir John Perry.
John Perry est un psychologue américain, coauteur notamment de The G-Spot and other discoveries about human sexuality (1981), ouvrage ayant fait découvrir la notion de point G au grand public.